# Skakunowate (pająki)
Skakunowate, skakuny, skaczele (Salticidae) – kosmopolityczna rodzina pająków z kladu Entelegynae, które przeważnie nie tkają sieci, lecz polują skacząc na swoją ofiarę.
W skład rodziny, powstałej minimum 65 mln lat temu, wchodzi około 5600 gatunków przynależących do blisko 600 rodzajów, co czyni je najliczniejszą rodziną wśród pająków z około 13% wszystkich gatunków.

## Taksonomia
Rodzina została opisana naukowo w 1841 roku przez Johna Blackwalla. Rodzaj typowy Salticus, do którego należy np. skakun arlekinowy, został opisany przez Pierre’a-André Latreille’a w 1804 roku. Rodzina należy do kladu Entelegynae, obejmuje około 5600 gatunków przynależących do blisko 600 rodzajów, czyni je to najliczniejszą rodziną wśród pająków z około 13% wszystkich gatunków. Rodzina dzieli się na 16 podrodzin (stan na 2007 rok), m.in. Euophryinae. Najwięcej taksonów skakunowatych opisali Eugène Simon (1059 gatunków) oraz Wanda Wesołowska (530 gatunków). W Polsce stwierdzono występowanie 59 gatunków, m.in.: rozciągnik mchuś, skakun arlekinowy, strojniś nadobny, czy mrówczynka (zobacz: skakunowate Polski).

## Morfologia
Skakuny na ogół są niewielkich rozmiarów, większość osiąga 2–12 mm, choć zdarzają się osiągające ok. 20–30 mm (np. z rodzajów Hyllus i Sandalodes) oraz takie, które nie przekraczają 1 mm (rodzaj Eupoa).
Większość skakunów ma krępe ciało. Inne, rzadziej spotykane formy są objawem naśladowania np. mrówek, błonkówek, muchówek, zaleszczotków czy innych gatunków pająków.
Charakterystyczną cechą skakunowatych są ich oczy występujące w liczbie ośmiu. Umiejscowione są w przedniej części głowotułowia i po jego bokach, w trzech lub czterech rzędach, umożliwiając obserwację całego otoczenia. Najlepiej wykształconą i największą parą oczu jest zawsze środkowa, pozwala ona na stereoskopowe widzenie w kolorach. Pozostałe oczy odpowiedzialne są za rejestrowanie zmian natężenia światła oraz najmniejszego ruchu w otoczeniu.
Głowotułów ma najczęściej kształt prostokąta, łezki lub owalu, połączony jest z resztą ciała poprzez tzw. łącznik – czyli przekształcony pierwszy segment odwłoka. Odwłok zaś zazwyczaj ma kształt eliptyczny bądź okrągły, nierzadko wydłużony lub kwadratowy. Nie posiadają pólka przędnego, a kądziołki przędne są krótkie. Ubarwienie mocno zróżnicowane, nieraz bardzo kolorowe; mogą występować np. paski, cętki.
Odnóża skakunowatych są dość grube, mocne oraz silnie umięśnione, co pozwala na oddawanie długich, czasem nawet kilkudziesięciocentymetrowych, skoków; są zakończone dwoma pazurkami.

## Galeria

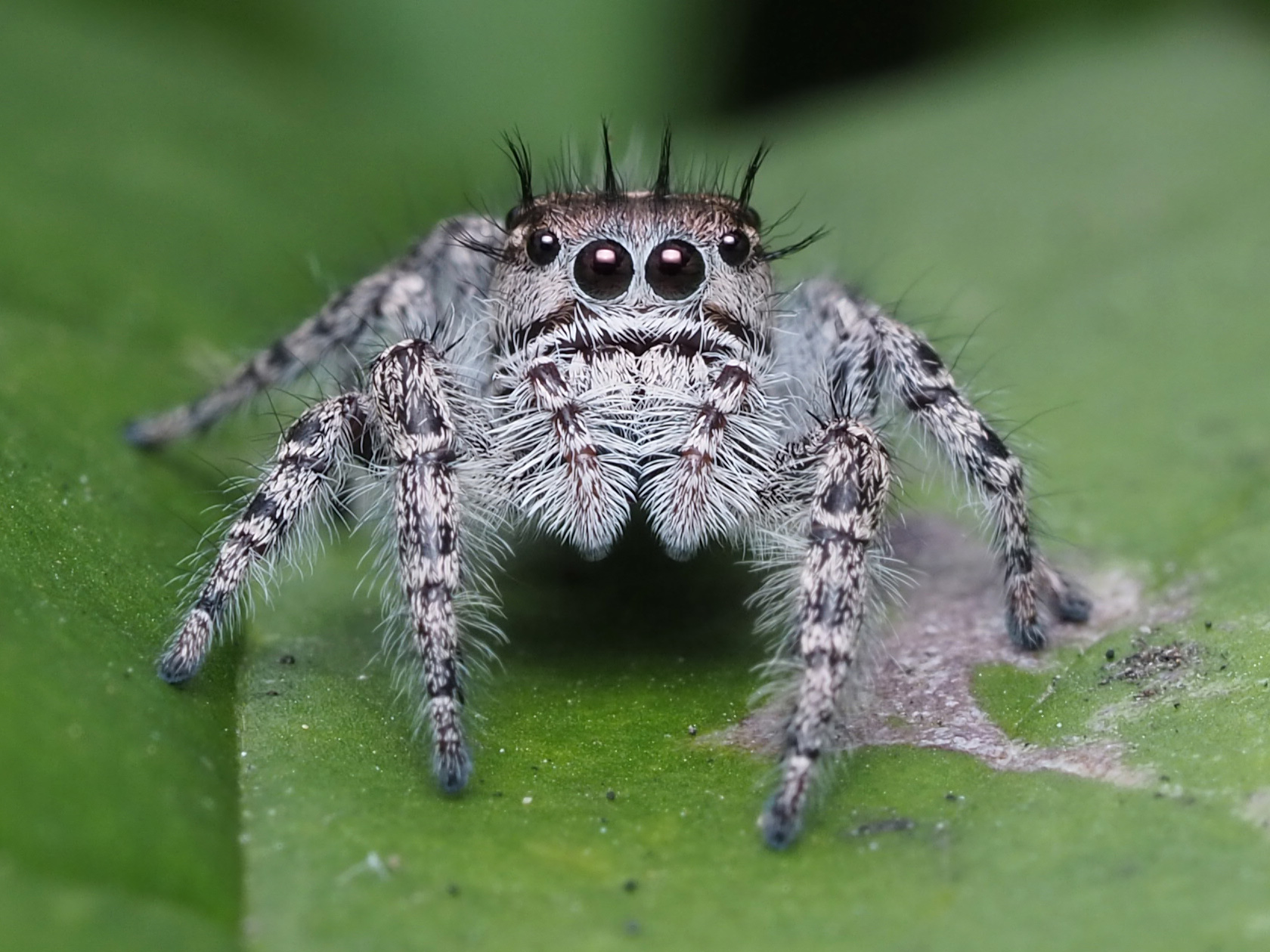
Phidippus putnami
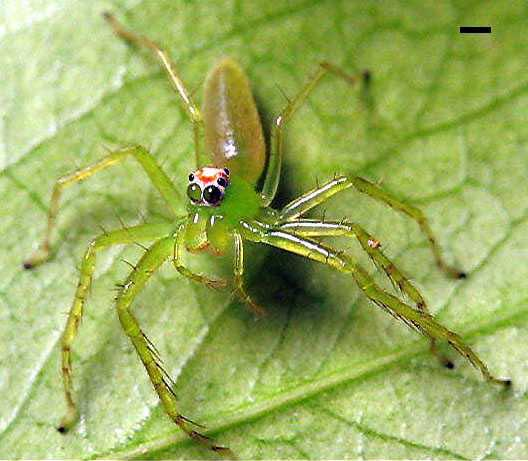
Lyssomanes viridis
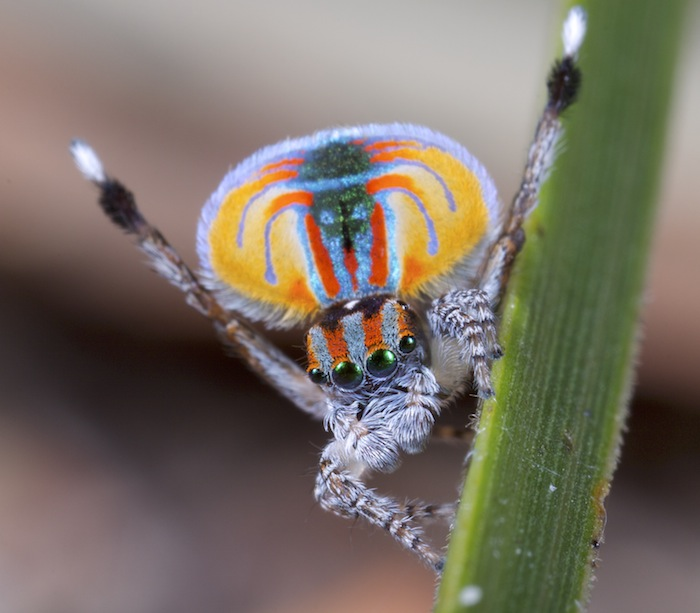
Maratus volans
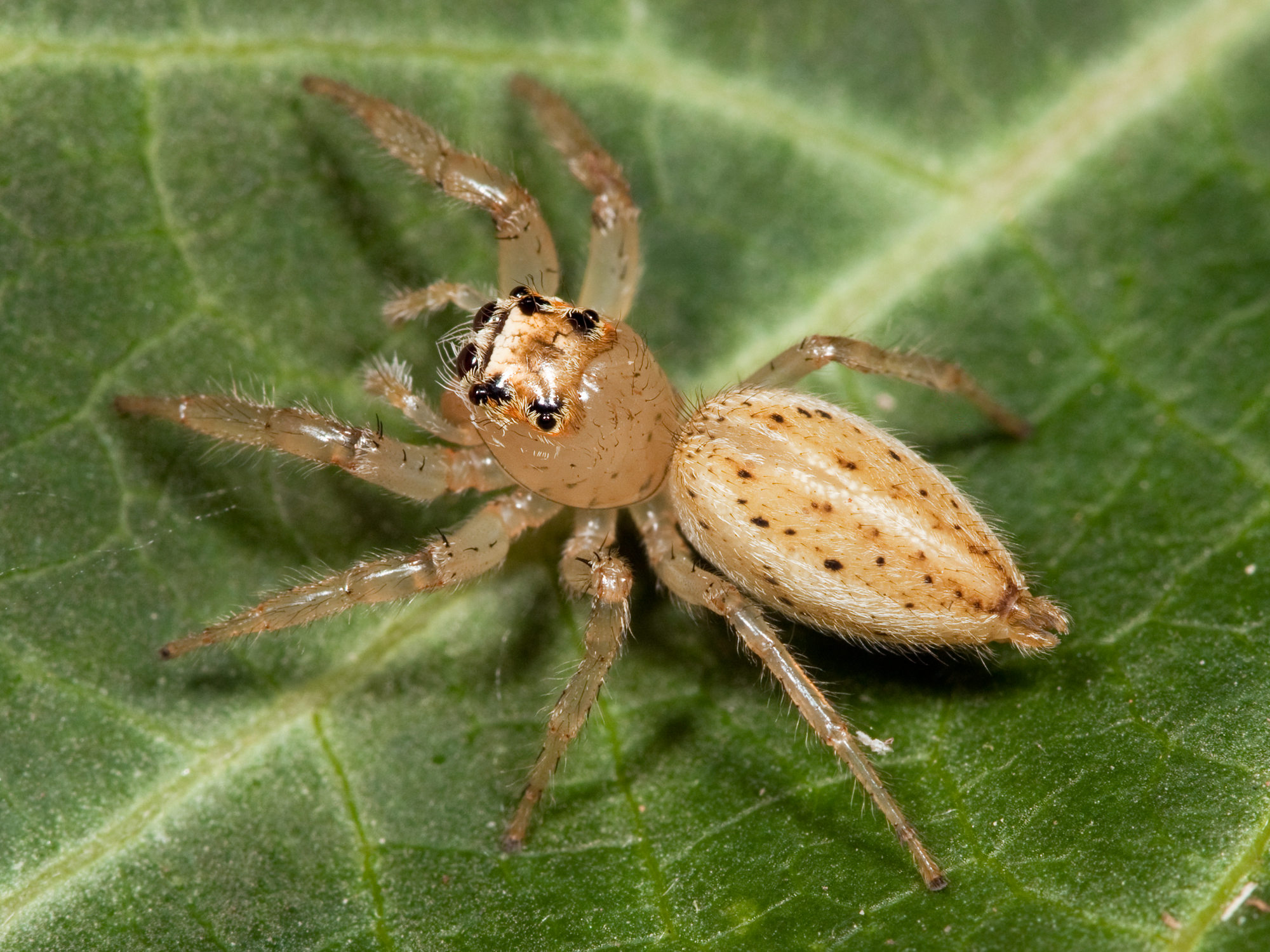
Thiodina sylvana
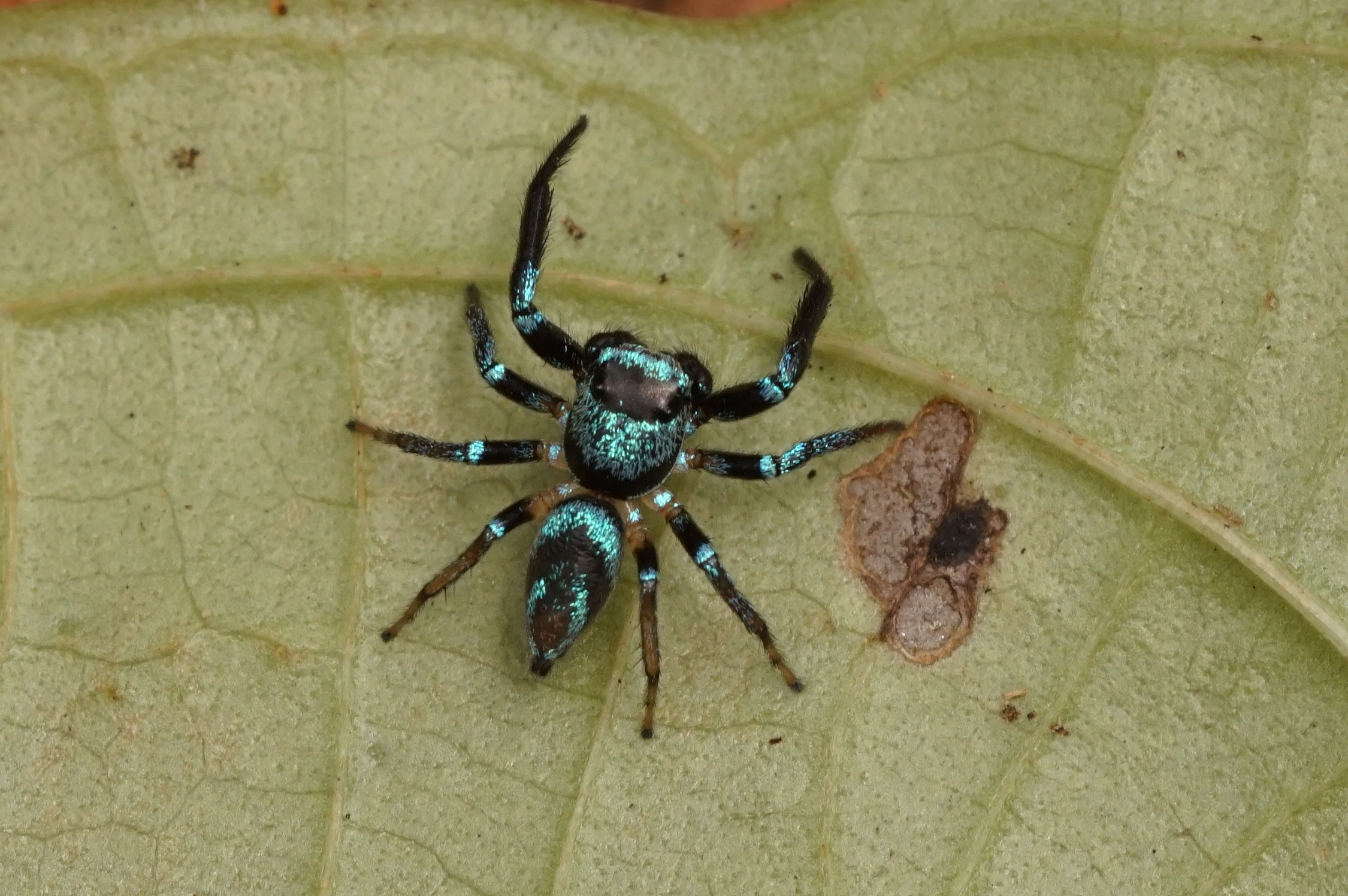
Thiania bhamoensis
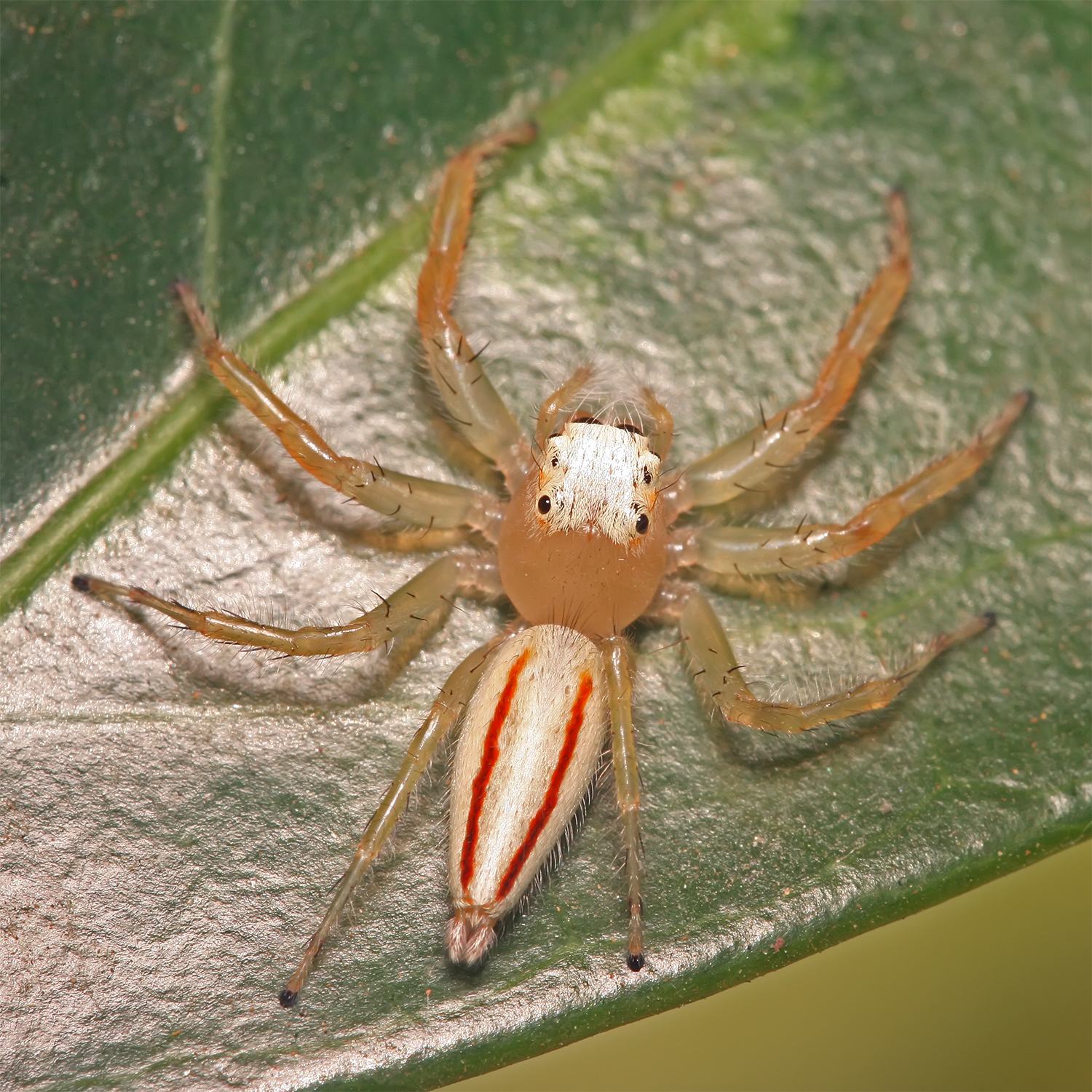
Telamonia dimidiata
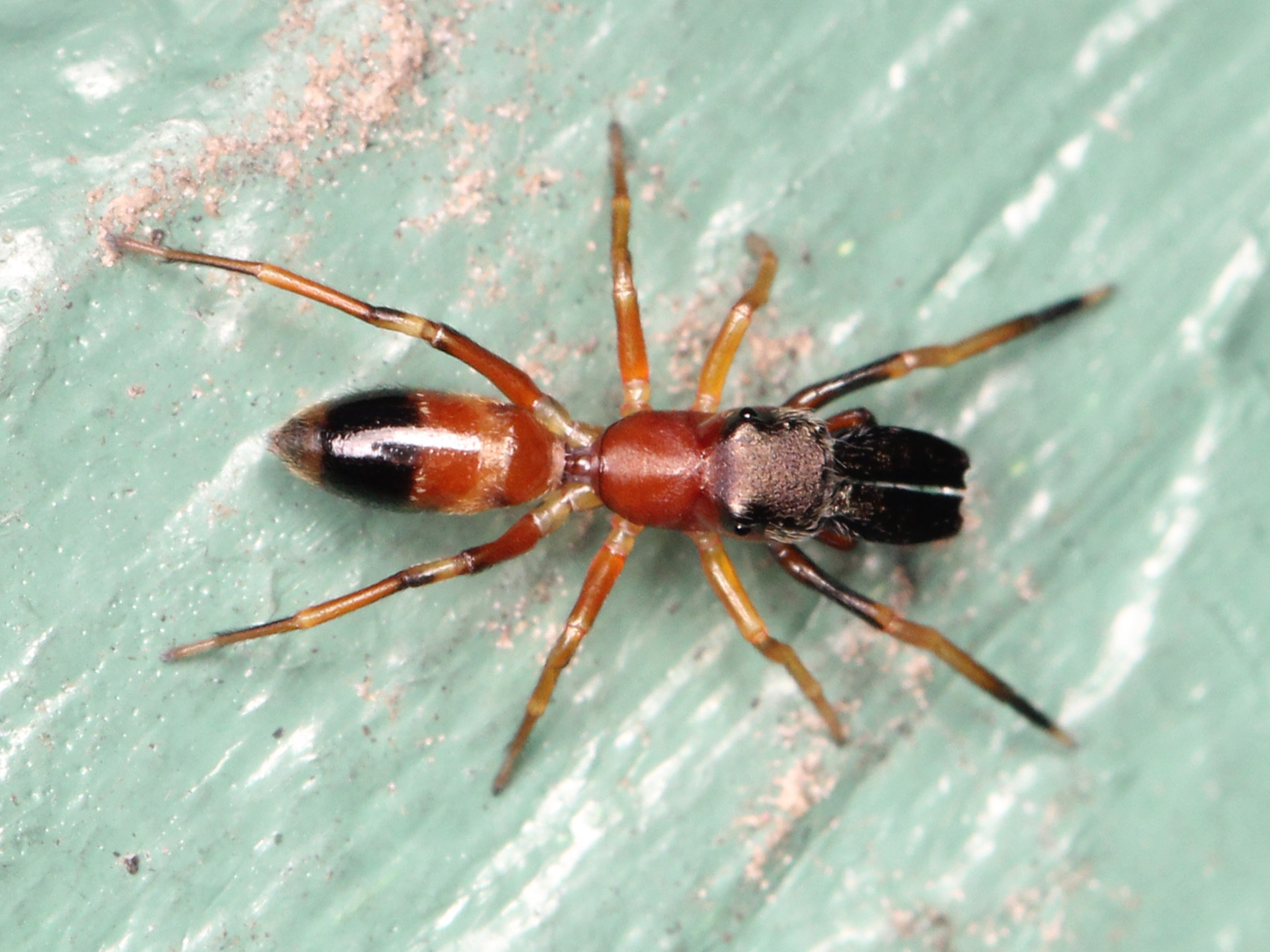
Myrmarachne formicaria
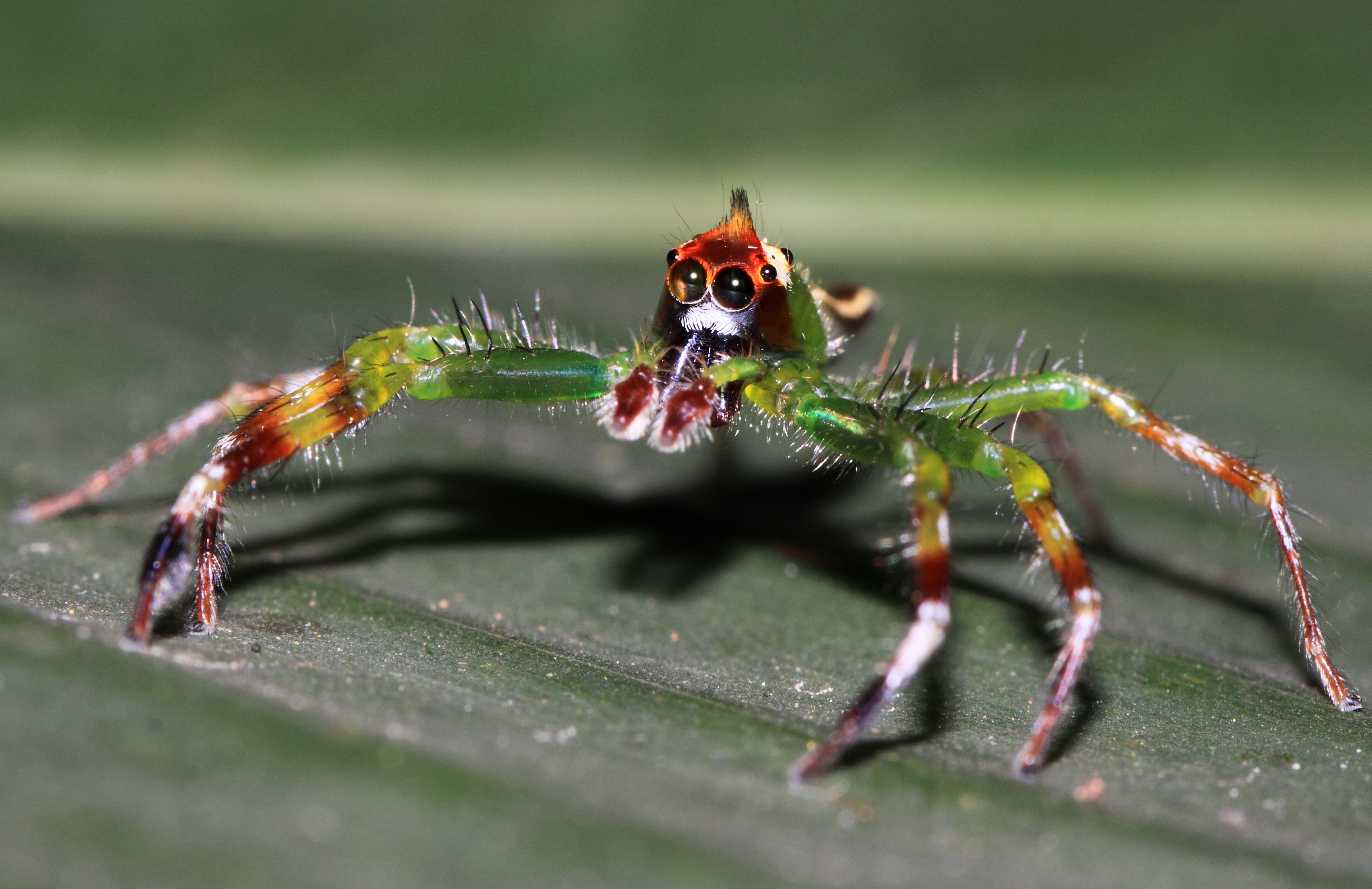
Epeus flavobilineatus